# Cool Jazz
Cool Jazz ist eine Ende der 1940er Jahre in New York, USA aus dem Bebop heraus entwickelte Stilrichtung des eher konzertanten Jazz.

## Entwicklung und Protagonisten
Manche Musiker sahen – ausgehend vom Bebop – eine Möglichkeit der Weiterentwicklung des Jazz in einer stärkeren Entfaltung des Aspekts der Form. Sie versuchten, die Stücke stärker durch komponierte und improvisierte Parts zu strukturieren, was komplexe Arrangements zur Folge hatte. Später wurden auch Elemente der europäischen Konzertmusik integriert. Viele Musiker des Cool Jazz hatten eine akademische Ausbildung als Musiker und begriffen ihre Musik deutlich als „Kunst“-Musik.
Erste, im Tempo noch stark Bebop-orientierte Aufnahmen machte u. a. aus der Szene um Gil Evans der Trompeter Miles Davis 1949/50 mit seinem historischen Nonett (quasi ein kleines Thornhill-Orchester); diese fanden jedoch erst später als Langspielplatte Birth of the Cool (1953 bzw. 1957) zusammen und auch außerhalb von Musikerkreisen gebührende Beachtung. Als wesentliche Beiträger sind hier neben Evans und Davis Gerry Mulligan (Baritonsaxophon) und John Lewis (Klavier) zu nennen.

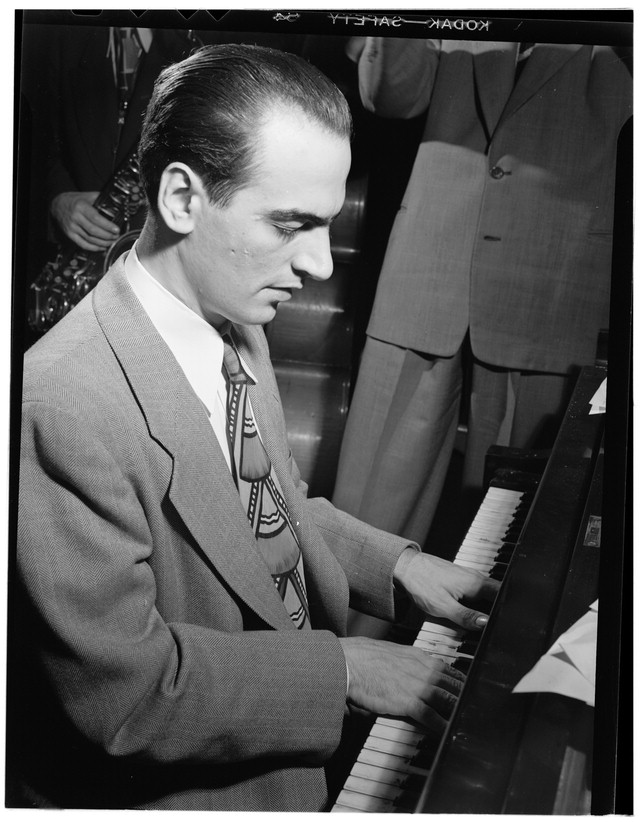
Lennie Tristano Ende der 1940er Jahre

Zu den Vätern des Cool Jazz gehören in einem zweiten Zirkel noch der aus Chicago gleichfalls 1946 nach New York gezogene und beboperprobte weiße Pianist Lennie Tristano (1919–1978) mit seinen Schülern und Mitspielern Billy Bauer (Gitarre) und Warne Marsh (Tenorsaxophon), sowie aus der Thornhill-Crew der umtriebige Lee Konitz (Altsaxophon), welcher damals als Solist auch bei den Aufnahmen von Davis Birth of the Cool mitwirkte. Besonders die Tristano-Schule stand den musiktheoretischen Vorstellungen von George Russell (Komposition, Arrangement) nahe, die dieser in dem Buch The Lydian Chromatic Concept of Tonal Organization (veröffentlicht 1953 und 2001) niederlegte und die auch zum Modal Jazz führten. Die von Tristano mit einem Quintett bzw. Sextett ebenfalls 1949 eingespielten Aufnahmen haben nach Andre Asriel für den Cool Jazz (und spätere Jazzstile) „womöglich noch größere Bedeutung“ als die Aufnahmen des Nonetts um Davis. Die Musik klang bei Tristano etwas ‚konstruktivistisch‘ kühler als bei Evans und Davis.
Der New Yorker Cool Jazz – als kooperative künstlerische Auseinandersetzung primär weißer und etlicher schwarzer Musiker um ein anspruchsvolles neues Idiom des frühen ‚Modern Jazz‘ – wirkte nachfolgend auch an der West Coast: Angestoßen durch die Tätigkeit von Gerry Mulligan 1952 in San Francisco entwickelte sich an der Westküste eine regionale Cool-Variante; dieser West Coast Jazz mit Vertretern wie Chet Baker oder Chico Hamilton hatte eine weitere Ausstrahlung, hauptsächlich auch auf den europäischen Jazz (z. B. auf Hans Koller).
Zu den Protagonisten des Cool Jazz werden auch der Pianist Dave Brubeck und sein langjähriger Saxophonist Paul Desmond sowie George Shearing, Jim Hall und das Modern Jazz Quartet mit John Lewis, Milt Jackson, Percy Heath, Kenny Clarke und später Connie Kay gezählt.

## Stil
Cool Jazz ist keine kühle Musik. Der Begriff „cool“ bezieht sich auf eine Grundhaltung des Musizierens. Im Gegensatz zum Bebop ist das Spielideal des Cool Jazz eher introvertiert. Oft wird er auch als Gegenbewegung zum hektischen Bebop betrachtet, da der Cool Jazz langsamere Tempi und weit geschwungene Melodiebögen bevorzugt.

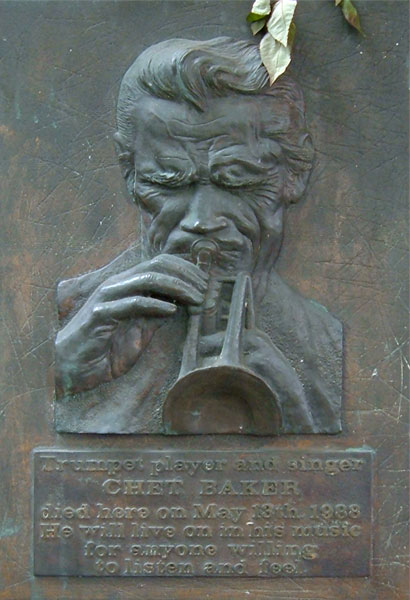
Chet-Baker-Gedenktafel in Amsterdam

Komposition wie Improvisation bauen auf einem intellektuellen Kunstverständnis auf. Im Unterschied zum Bebop als einem solistisch ausgerichteten Stil spielt im Cool Jazz das Ensemblespiel eine wichtige Rolle. Soli werden nun eingebettet in komplexe Arrangements, die mit Sound und Klangabstufungen experimentieren. Die Improvisationstechniken des Cool Jazz entsprechen weiterhin denen des Bebop. Musiker wie Tristano oder John Lewis entwickelten zudem eine Technik „motivischer Improvisation“, die an die motivische Arbeit europäischer Konzertmusik erinnert, allerdings in der Tradition der Jazzimprovisation „spontan“ erfunden, also nicht im kompositorischen Sinne durchgeplant ist. Auch Kollektivimprovisation findet sich im Cool Jazz.
Stilistisch verfügt der Cool Jazz der Kreise um Evans/Davis und andererseits Tristano über
- vibratolose, oft gedämpfte bis verhauchte Tongebung (Solist Miles Davis)
- die meist gleitende Melodiebewegung („relaxed“) mit langgezogenen Tönen und oft „verschleppten“ Phraseneinsätzen
- Bevorzugung von Quintett (Davis) und Nonett bis Big Band (Davis, Evans)
- Bevorzugung von Trio bis Sextett (Tristano) aus Klavier, Gitarre, Bass plus ggf. Schlagzeug, Trompete, Saxophon
- Einbeziehung klassischer bzw. polyphoner Elemente, z. B. des späten 19. und frühen 20. Jahrhunderts wie Delibes, Debussy, Ravel, de Falla, Rodrigo (Evans/Davis) oder Weill (Evans) oder Bach und Schönberg (Tristano)

## Einfluss auf andere Musikstilrichtungen
1959 nahm das Dave Brubeck Quartet Time Out auf, das Platz 2 der Billboard „Pop Albums“-Charts erreichte. Der coole Einfluss erstreckt sich auf spätere Entwicklungen wie Bossa Nova, Modal Jazz (insbesondere in Form von Davis’ Kind of Blue (1959)) und sogar Free Jazz (in Form von Jimmy Giuffres Trio von 1961–1962).
Nach ihrer Arbeit an Birth of the Cool arbeiteten Miles Davis und Gil Evans erneut an Alben wie Miles Ahead, Porgy and Bess und Sketches of Spain zusammen.
Einige Beobachter sahen den späteren Hardbop-Stil als Antwort auf den Cool- und Westcoast-Jazz. Umgekehrt sieht David H. Rosenthal die Entwicklung des Hardbop als Reaktion sowohl auf einen wahrgenommenen Niedergang des Bebop als auch auf den Aufstieg von Rhythm and Blues. Shelly Manne schlug vor, dass Cool Jazz und Hard Bop einfach ihre jeweiligen geografischen Umgebungen widerspiegelten: Der entspannte Cool Jazz-Stil spiegelte einen entspannteren Lebensstil in Kalifornien wider, während Driving Bop typisch für die New Yorker Szene war.
Ted Gioia hat festgestellt, dass einige der Künstler, die in den 1970er Jahren mit dem Label ECM in Verbindung gebracht wurden, direkte stilistische Erben des Cool Jazz sind. Auch wenn diese Musiker nicht wie frühere coole Künstler klingen mögen, teilen sie dieselben Werte:
Klarheit des Ausdrucks; Subtilität der Bedeutung; die Bereitschaft, von den Standardrhythmen des Hot Jazz abzuweichen und von anderen Musikgenres zu lernen; eine Vorliebe für Emotionen statt bloßer Emotionen; fortschrittliche Ambitionen und Experimentierfreudigkeit; vor allem eine Abneigung gegen Bombast.
Gioia identifiziert auch den Einfluss von Cool auf andere Idiome wie New Age, Minimalismus, Pop, Folk und Weltmusik.

## Wichtige Alben
- Dave Brubeck: Time Out (Columbia, 1959)
- Miles Davis and the Metronome All Stars: Birth of the Cool (Capitol, 1949/50)
- Stan Getz: The Complete Roost Sessions (Roost, 1950–1954)
- Lee Konitz: Subconscious-Lee (Prestige/OJC, 1949/50)
- Shelly Manne: At the Blackhawk (Contemporary/OJC, 1959)
- Modern Jazz Quartet: Django (Prestige/OJC, 1953–1955)
- Modern Jazz Quartet: Dedicated to Connie (Atlantic, 1960)
- Gerry Mulligan and Chet Baker: The Original Quartet (Blue Note, 1952/53)
- Gerry Mulligan and Bob Brookmeyer: Pleyel Concert 54 (Disques Vogue, 1954)
- Shorty Rogers: Shorty Rogers Courts the Count (RCA, 1954)
- Lennie Tristano: The Complete Lennie Tristano (Mercury, 1946/47)